# Ланкійський вовкозуб
Ланкійський вовкозуб (Cercaspis carinatus) — єдиний представник роду неотруйних змій Ланкійський вовкозуб родини Вужеві. Його не зараховують до жодної з підродин вужевих.

## Опис
Загальна довжина досягає 40—60 см. За будовою тулуба та забарвлення схожий на цейлонського крайта. Відмінністю є відсутність на лусці кілів. Голова грушоподібна, чітко відмежована від тулуба. Морда округла. Тулуб сплощений. Хвіст куций. Є 180–202 вентральних щитків, 42—64 підхвостових щитків, 1 анальних щитків.
Забарвлення сіро—коричневе з білими кільцями або смугами. На тулубі присутні 13—20 таких смуг, на хвості — 3—7. Черево чорне з білими смугами.

## Спосіб життя
Полюбляє вологу лісову та гірську місцини, трапляється біля людських поселень. зустрічається на висоті до 1500 м над рівнем моря. Усе життя проводить на землі. Активний вночі. Харчується геконами, сцинками, жабами, дрібними неотруйними зміями.
Це яйцекладна змія. Самиця відкладає від 4 до 7 яєць.

## Розповсюдження
Це ендемік о.Шрі-Ланка.